# Госпич
Го́спич (хорв. Gospić) — город в Хорватии, административный центр Лицко-Сеньской жупании, в 40 километрах от побережья Адриатики, в 65 км на север от города Задар. Главный город гористого и малонаселённого исторического региона Лика, расположенного между горными массивами Велебит и Плешевица.

## Общие сведения

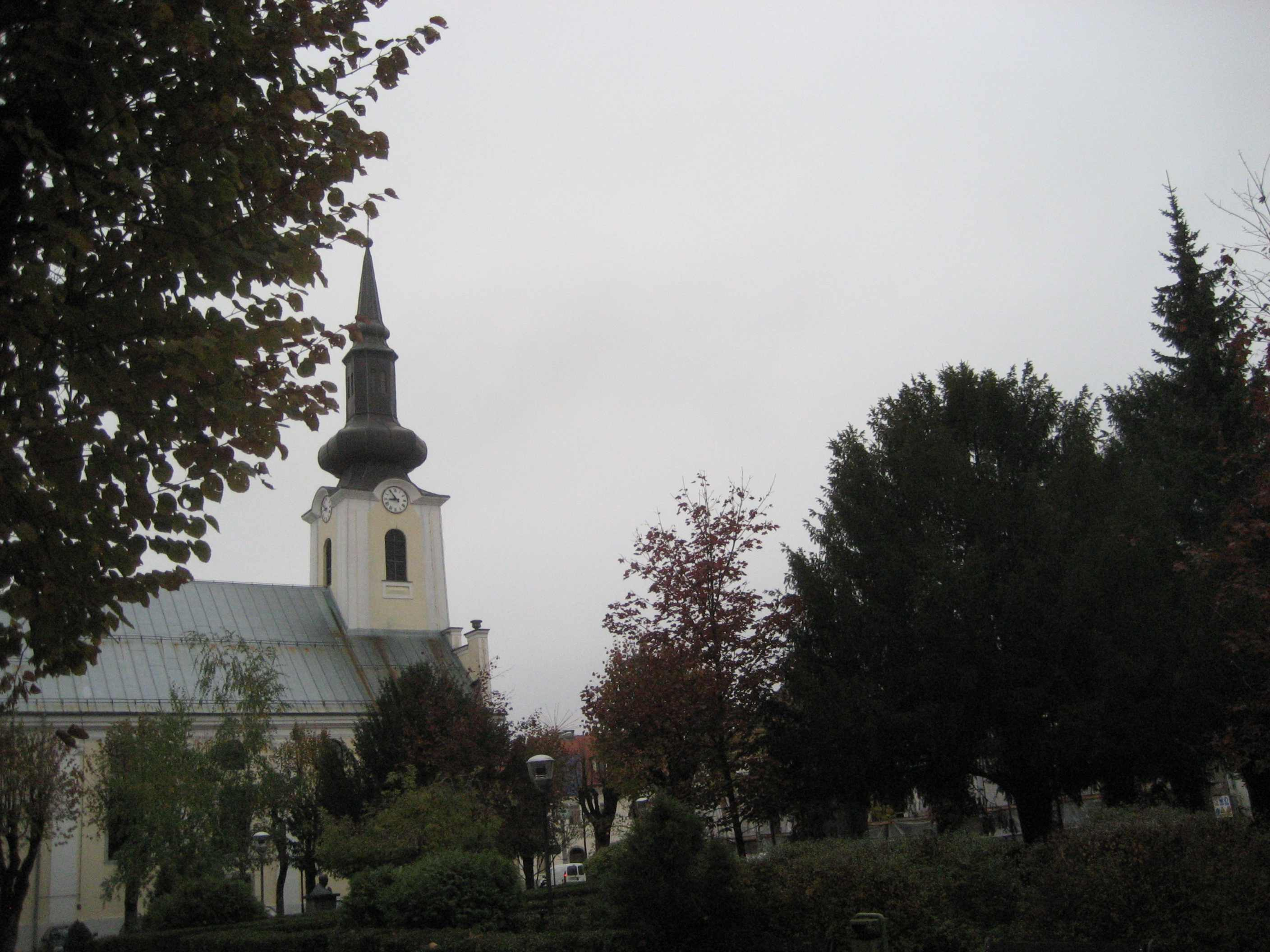
Госпичский собор

Население — 5 695 человек (2001). В округе проживает 12 980 человек, что составляет лишь 46 % от населения округа 1991 года. Массовый исход населения из Госпича и окрестностей был вызван войной, разрухой в городе, а также преследованиями сербского меньшинства.
Рядом с городом проходит новое современное шоссе А1, связывающее город с Задаром и столицей страны Загребом. Через город проходит железная дорога Сплит — Книн — Загреб.
Название города происходит от хорватского слова «Gospa» («Госпожа», подразумевается Дева Мария).
В деревне Смилян неподалёку от Госпича в 1856 году родился знаменитый сербский изобретатель Никола Тесла, а в самом городе в 1823 году хорватский политик и писатель Анте Старчевич.

## История
Первое поселение на месте Госпича было основано в 1263 г. и было известно как Касег.
Первое упоминание названия Госпич датируется 1605 г., в XVII веке город был занят турками, а в конце XVII века — австрийцами, после чего стал частью Война Краины — укреплённого региона Габсбургской империи, образованного для защиты от турок.
В Госпиче, как и во всей Лике, традиционно проживало смешанное хорватско-сербское население.
По данным переписи 1991 г. хорваты составляли 63 % населения города, сербы — 32 %.
После распада Югославии и провозглашения независимости Хорватии в 1991 году в регионе вспыхнула война между хорватами и сербами Сербской Краины. Госпич, удерживавшийся хорватами и подвергавшийся жестоким бомбардировкам сербов, очень серьёзно пострадал. Осенью 1991 года хорватские войска устроили массовые убийства сербского населения, известные как Резня в Госпиче.

Бомбардировки города были прекращены только после контрнаступления хорватов в 1993 г. (Операция «Медакский карман»). Позднее против нескольких участников этой операции были выдвинуты обвинения в уничтожении и изгнании мирного сербского населения, хорватский генерал Мирко Норац был осуждён на 12 лет тюремного заключения.
Перепись населения 2011 показала, что в городе проживает 12745 чел. Из них 93 % — хорваты, и менее 5 % — сербы.